# Gugusse et l'Automaton
Gugusse et l'Automaton byl francouzský němý film z roku 1897. Režisérem byl Georges Méliès (1861–1938). Film je považován za ztracený.
Film zachycoval klauna, který byl ohromen a zmaten mechanickými pohyby automatu. Jedná se o první film s robotem, které jako slovo poprvé použije až Karel Čapek ve svém dramatu R.U.R. v roce 1920. Zároveň se jedná o jeden z prvních sci-fi snímků.